# Орзешти (Горж)
Орзешти (рум. Orzești) насеље је у Румунији у округу Горж у општини Падеш. Oпштина се налази на надморској висини од 311 m.

## Становништво
Према подацима из 2002. године у насељу је живело 433 становника, од којих су сви румунске националности.